# Phascomurexia naso
Phascomurexia naso е вид бозайник от семейство Торбести мишки (Dasyuridae), единствен представител на род Phascomurexia.